# Ausgleichswelle

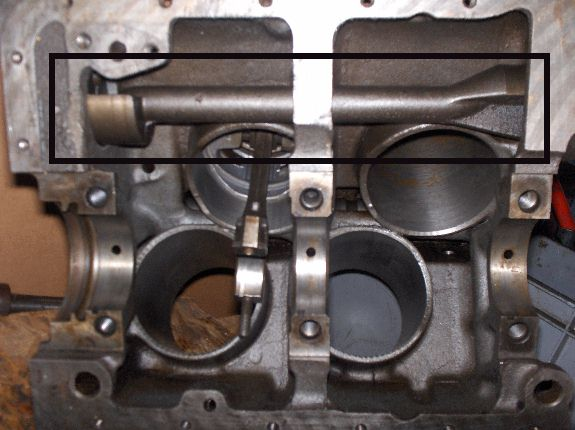
Motorblock des Ford-V4-Motors mit Ausgleichswelle, eingeführt 1962 im Ford P4

Eine Ausgleichswelle (englisch: balance shaft) dient dazu, die freien Massenkräfte und Massenmomente eines Hubkolbenmotors zu reduzieren oder zu beseitigen, um das Betriebsgeräusch und Vibrationen zu reduzieren, sofern dies nicht durch eine geschickte Anordnung der Zylinder (beispielsweise Reihensechszylinder, V-8-Motor mit 90° Bankwinkel) erreicht wurde.
Die Vibrationen entstehen durch die starke Beschleunigung der Kolben. Gegengewichte auf der Kurbelwelle können die dabei entstehenden Kräfte und Momente nur zum Teil ausgleichen. An der Ausgleichswelle werden Unwuchten (exzentrische Gewichte)  angebracht. Die dadurch erzeugten Massenkräfte und -momente wirken denjenigen des Kurbeltriebs entgegen. Die Ausgleichswellen werden durch Zahnräder, Ketten oder Zahnriemen von der Kurbelwelle synchron angetrieben. Je nach Motorbauart verwendet man meist eine oder zwei, auch gegenläufige, Ausgleichswellen, die mit einfacher oder doppelter Kurbelwellendrehzahl laufen.
Die Ausgleichswelle wird oft in V-Motoren eingesetzt, auch in Sechs- und Achtzylindermotoren, beispielsweise im Mercedes-Benz M 272 (sechs Zylinder, Zylinderbankwinkel 90°) und Mercedes-Benz OM 628/OM 629 (acht Zylinder, Zylinderbankwinkel 75°) oder Volvo B8444S (acht Zylinder, Zylinderbankwinkel 60°), oder auch Zehnzylinder-V-Motoren, beispielsweise Audi V10. Die Ausgleichswelle kann auch noch andere Funktionen erfüllen, beispielsweise eine Ölpumpe antreiben.